# Basket Team Crema 2007-2008
Il Basket Team Crema 2007-2008 era sponsorizzato dalla Sea Logistic.

## Risultati stagionali

### Prima fase
La squadra era inquadrata nel girone Nord. Al termine della stagione regolare giungeva al 4º posto conquistando il diritto ad accedere ai play off.
|  |     | Classifica finale 2007-2008    | Pt | G  | V  | P  | PtF  | PtS  |
|  | --- | ------------------------------ | -- | -- | -- | -- | ---- | ---- |
|  | 1.  | Sernavimar Marghera            | 52 | 30 | 26 | 4  | 2186 | 1794 |
|  | 2.  | Meccanica Nova Bologna         | 48 | 30 | 24 | 6  | 1931 | 1684 |
|  | 3.  | Tuv Italia Sesto San Giovanni  | 46 | 30 | 23 | 7  | 2194 | 1827 |
|  | 4.  | Sea Logistic Crema             | 42 | 30 | 21 | 9  | 2123 | 1998 |
|  | 5.  | Libertas Udine                 | 42 | 30 | 21 | 9  | 1896 | 1678 |
|  | 6.  | Acetum Cavezzo                 | 40 | 30 | 20 | 10 | 2157 | 1880 |
|  | 7.  | Memar Reggio Emilia            | 38 | 30 | 19 | 11 | 2079 | 1954 |
|  | 8.  | Cantina Sociale Broni          | 26 | 30 | 13 | 17 | 1825 | 1899 |
|  | 9.  | Fotoamatore Firenze            | 24 | 30 | 12 | 18 | 1737 | 1852 |
|  | 10. | Basket Club Bolzano            | 22 | 30 | 11 | 19 | 1904 | 2050 |
|  | 11. | Pakelo San Bonifacio           | 22 | 30 | 11 | 19 | 1677 | 1853 |
|  | 12. | Tecno Allarmi Cervia           | 20 | 30 | 10 | 20 | 1778 | 1890 |
|  | 13. | Coldair Carugate               | 18 | 30 | 9  | 21 | 1786 | 2010 |
|  | 14. | Roby Profumi Borgo Val di Taro | 16 | 30 | 8  | 22 | 1710 | 1970 |
|  | 15. | Hotel Greif Muggia             | 14 | 30 | 7  | 23 | 1808 | 2108 |
|  | 16. | Synthesis3 Ivrea               | 10 | 30 | 5  | 25 | 1806 | 2150 |

### Play-off

#### Semifinali
| Squadra 1              | Totale | Squadra 2          | Gara 1 | Gara 2 | Gara 3 |
| ---------------------- | ------ | ------------------ | ------ | ------ | ------ |
| Giants Basket Marghera | 1-2    | Sea Logistic Crema | 71-77  | 72-71  | 58-64  |

#### Finali
| Squadra 1                     | Totale | Squadra 2          | Gara 1 | Gara 2 | Gara 3 |
| ----------------------------- | ------ | ------------------ | ------ | ------ | ------ |
| Tuv Italia Sesto San Giovanni | 2-1    | Sea Logistic Crema | 71-77  | 84-73  | 75-71  |

La squadra rimaneva in A2.

## Roster A2 stagione 2007-2008
|  | Naz.                | Ruolo | Sportivo           | Anno | Alt. |  |  |
|  | ------------------- | ----- | ------------------ | ---- | ---- |  |  |
|  | Italia (bandiera)   | A     | Laura Barbiero     | 1974 | 183  |  |  |
|  | Italia (bandiera)   | G     | Claudia Barzaghi   | 1973 | 175  |  |  |
|  | Lettonia (bandiera) | A     | Liga Bergvalde     | 1983 | 183  |  |  |
|  | Italia (bandiera)   | G     | Anna Brognoli      | 1991 | 170  |  |  |
|  | Italia (bandiera)   | G     | Paola Caccialanza  | 1989 | 178  |  |  |
|  | Italia (bandiera)   | A     | Lucilla Canova     | 1986 | 175  |  |  |
|  | Italia (bandiera)   | G     | Martina Capoferri  | 1991 | 175  |  |  |
|  | Italia (bandiera)   | C     | Gilda Cerri        | 1990 | 185  |  |  |
|  | Italia (bandiera)   | G     | Laura Fumagalli    | 1985 | 185  |  |  |
|  | Italia (bandiera)   | A     | Jessica Genta      | 1990 | 170  |  |  |
|  | Italia (bandiera)   | G     | Martina Monticelli | 1973 | 165  |  |  |
|  | Italia (bandiera)   | P     | Marta Piccolini    | 1991 | 168  |  |  |
|  | Serbia (bandiera)   | C     | Dunja Vujovic      | 1987 | 188  |  |  |

### Staff tecnico
| Allenatore:       | Filippo Bacchini |
| Primo assistente: | Gianluca Pamiro  |